# 乾久美子
乾 久美子（いぬい くみこ、1969年（昭和44年） - ）は、日本の建築家。乾久美子建築設計事務所主宰。横浜国立大学大学院都市イノベーション研究院教授。

## 経歴
1969年、大阪府大阪市北区生まれ。親和中学校・親和女子高等学校卒業。1992年、東京藝術大学美術学部建築科卒業。1996年、イェール建築学校修士課程修了。1996年、青木淳建築計画事務所入所。2000年、独立して乾久美子建築設計事務所設立。
2000年、東京藝術大学美術学部建築科助手（ - 2001年）。2006年、 昭和女子大学非常勤講師。2008年、東京大学非常勤講師。2011年、東京藝術大学美術学部建築科准教授（ - 2016年）。2016年、横浜国立大学大学院Y-GSA教授（現職）。
長谷工住まいのデザインコンペティション、TEPCOインターカレッジデザイン選手権、せんだいデザインリーグ2004、2011、2021などの審査員を歴任。

## 主な作品

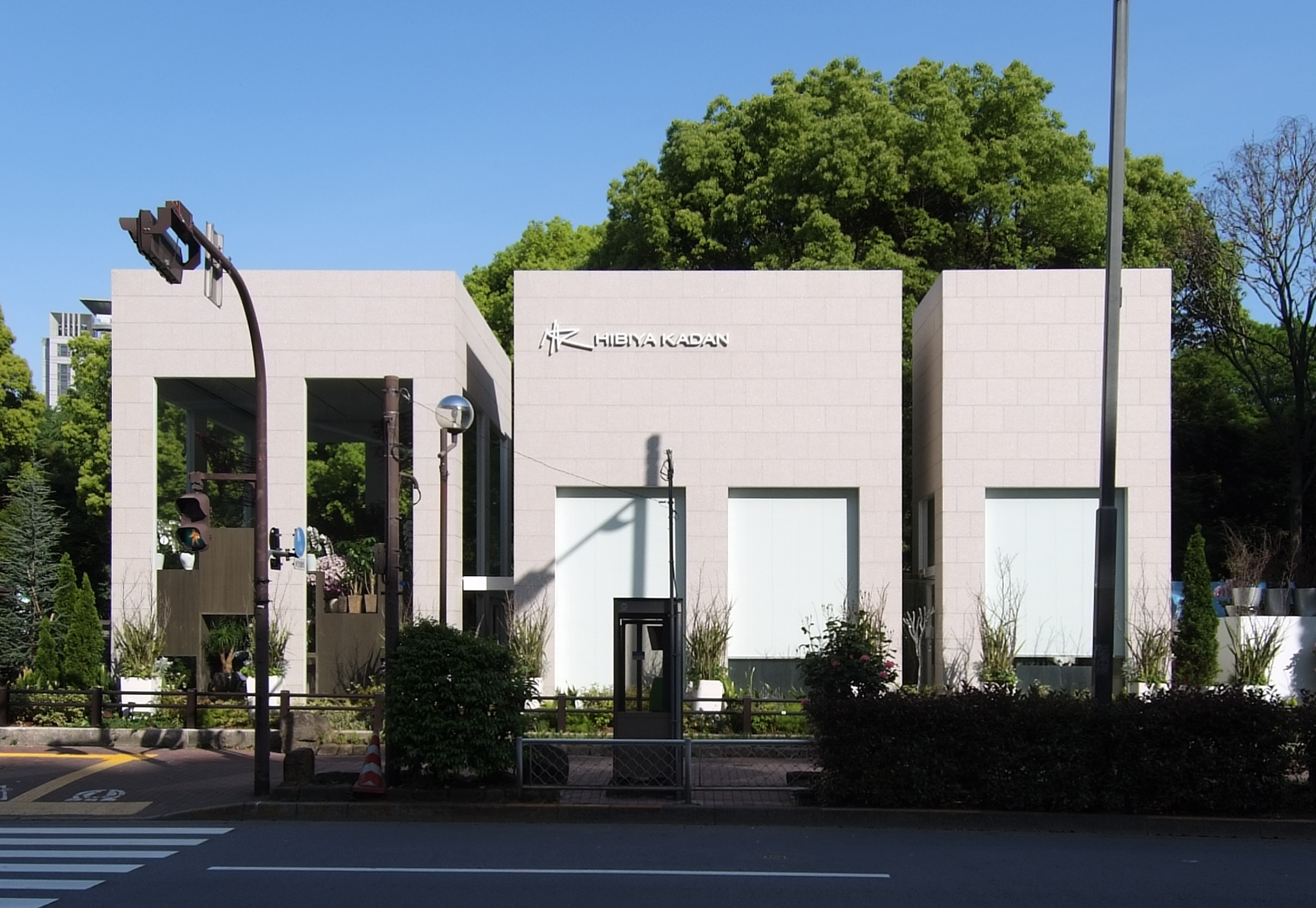
日比谷花壇

- 2002年　片岡台幼稚園の改装（奈良県北葛城郡上牧町）
- 2003年　ルイ・ヴィトン高知店（高知県高知市）
- 2003年　ヨーガンレール丸の内店（東京都千代田区）
- 2004年　LOUIS VUITTON OSAKA HILTON PLAZA（大阪府大阪市北区）
- 2004年　ディオール銀座（東京都中央区）
- 2005年　新八代駅前モニュメント（熊本県八代市）
- 2007年　アパートメントI（東京都渋谷区）
- 2009年　スモールハウスH（群馬県）
- 2009年　日比谷花壇日比谷公園店（東京都千代田区）[2]
- 2011年　共愛学園前橋国際大学4号館（群馬県前橋市）
- 2012年　みずのき美術館（京都府亀岡市）
- 2014年　ハウスO （東京都大田区）乾久美子建築設計事務所HP
- 2018年　エンクロス（宮崎県延岡市）
- 2021年 京都芸大 崇仁キャンパス（仮称）（京都府京都市）

## 主な受賞
- 2006年：Architectural Record Design Vanguard 2006
- 2008年：新建築賞
- 2012年：ヴェネツィア・ビエンナーレ第13回国際建築展金獅子賞
- 2020年：日本建築学会賞（作品）

## 著書
- 『浅草のうち』　平凡社、2011年
- 『まちへのラブレター - 参加のデザインをめぐる往復書簡』　山崎亮共著、学芸出版社、2012年
- 『ここに、建築は、可能か』　伊東豊雄・藤本壮介・平田晃久・畠山直哉共著、TOTO出版、2013年
- 『小さな風景からの学び』　乾久美子+東京藝術大学乾久美子研究室著、TOTO出版、2014年

## 事務所の出身建築家
- 小谷研一
- 吉田裕一